# Húsares de Cantabria
Los Húsares de Cantabria fueron una unidad de caballería ligera surgida durante la Guerra de la Independencia Española, en el verano de 1808. Esta unidad perteneció al VII Ejército y tuvo una corta pero intensa vida llena de acciones señaladas, siendo el núcleo más movido e incisivo de la División Cántabra.

## La caballería del Señor de la Riva
Unidad fundada por el oficial de caballería Juan José González de la Riva y Vivanco, VI Marqués de Villa Alcázar, natural de Selaya (Cantabria). Este oficial de caballería que combatió en la Guerra del Rosellón (1793-1795) a las órdenes del general Ricardos, siendo capitán antes de que, en 1807, partiera de España rumbo a Dinamarca con el ejército de la Romana para ser destinado en Hamburgo, Hannover, Dinamarca y finalmente regresar a España en 1808, donde permanece en Santander y recibe un ascenso a teniente coronel, firmado por La Romana. Se pretendía que con el empleo de teniente coronel llevase a cabo la creación de una unidad de caballería en las montañas cantábricas que dificultase al máximo la progresión del flanco derecho del despliegue francés y contribuyese a dar seguridad a los puertos en los que se pretendía recibir ayuda inglesa.
Recibe, pues, el encargo de crear una partida de cántabros, reuniendo para ello una pequeña partida de guerrilleros. Como ha quedado registrado, los comienzos fueron muy difíciles y modestos, sin apenas armas y montados sobre caballos de pequeña envergadura pero adaptados al territorio montañoso de la Cordillera Cantábrica, como los monchinos y asturcones: 

[...] sin haberes ni armas, sufriendo y superando mil peligros, pudimos extender nuestras ideas y realizar el plan de Juan José de la Riva: levantar una fuerza con nuestros jóvenes; y conseguimos el intento sin más gasto a la hacienda que cincuenta pares de pistolas, ya que las demás armas fueron tomadas al enemigo en diversas acciones y sorpresas hasta completar el número a fuerza de puños y valor.

De la Riva operó enseguida junto al, por entonces brigadier, Juan Díaz Porlier, como segundo de la División Cántabra en la que quedaron integrados los Húsares de Cántabria. Esta división llevaba consigo dos escuadrones de Húsares de Cantabria. El primero de ellos, compuesto por voluntarios cántabros, estaba al mando del propio Juan José de la Riva, mientras que el segundo estaba al cargo del Comandante Ignacio Alonso Cuevillas Remón, este último hijo del famoso guerrillero Ignacio Alonso Cuevillas Zapatero. El entonces Brigadier Díaz Porlier le concederia el empleo de Coronel de la unidad a De la Riva. 

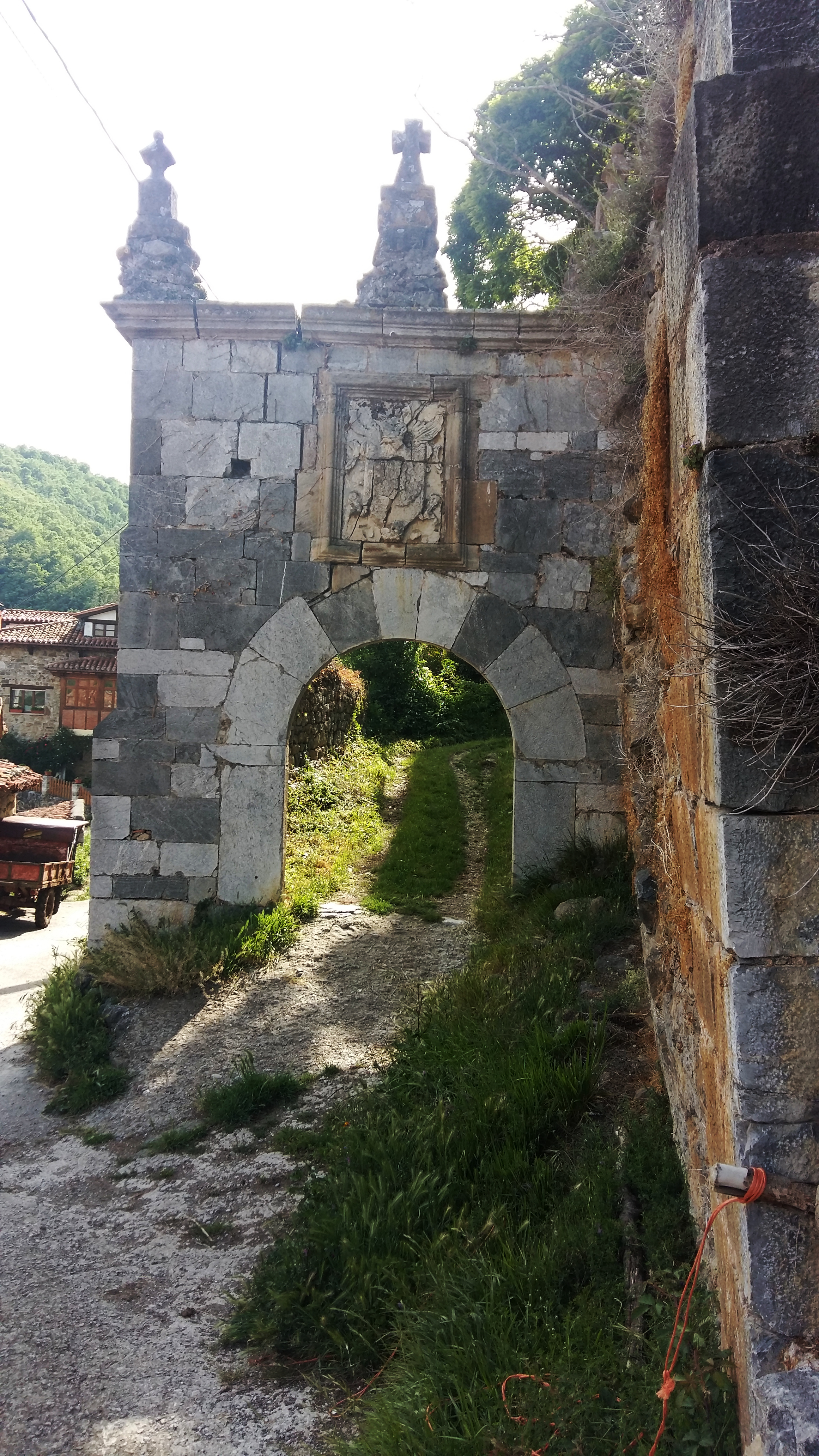
Portalada de acceso a las antigua Academia de Caballería de Colio, en Liébana (Cantabria).

Los húsares actuaban con perfecta disciplina, equipados con sables, pistolas y tercerolas. Los soldados del regimiento llevaban melena y botas de montar a semejanza de la caballería húngara.
De acuerdo a la disposición del 1 de marzo de 1811, por la que cada Ejército debería de crear su propia escuela de oficiales, de la Riva funda la propia para la unidad de caballería en la localidad cántabra de Colio, de la que salieron multitud de mandos para la división y los húsares, perdiendo muchos de ellos la vida aún antes de acabar su formación.

## Acciones militares
En un comienzo las acciones de los Húsares de Cantabria fueron pequeñas para ir haciéndose cada vez más osadas. Entre sus hazañas más señaladas destacan el asalto a la ciudad de Santander, en esos momentos en manos francesas, en la que tuvieron que retroceder ante una trampa de las fuerzas galas, protegiendo la retirada de la ciudad, rescatando de un cerco a Juan Díaz Porlier y permitiendo que la División escapase de la encerrona.
El 19 de marzo de 1811 los húsares salvan el día en la batalla de El Puelo (Asturias), cargando Porlier a la cabeza de ellos para evitar que la infantería del mariscal Francisco Javier Losada y Pardo de Figueroa, en plena huida, fuera masacrada por el ejército del general Valletaux.
En 1811 se organiza el VII Ejército al mando de Gabriel de Mendizábal y constituido por 5 divisiones, entre ellas la División Cantabria de Porlier.
El 3 de agosto de 1812 vuelven a entrar, esta vez victoriosos, en Santander.
A partir de 1813 pasan a formar parte de grandes unidades. Participan en la batalla de Vitoria y se destacan en San Sebastián rechazando en tromba un ataque francés, por lo que Wellington los califica como "a la altura de los mejores soldados del mundo". 
A lo largo de la guerra tomaron parte o estuvieron, entre otras, en la toma de Paredes de Nava, Saldaña, Rivas, Frómista, Luarca, Osorno, Poza de la Sal, Sahagún, Aguilar de Campoo, Torrelavega, León, Infiesto, Oviedo y Gijón.
El 10 de abril de 1814 toma parte en el último enfrentamiento de la Guerra de la Independencia, la batalla de Toulouse, donde participa en el ataque final de la infantería española sobre los reductos fortificados de las colinas de Calvinet. Los Húsares de Cantabria cargan contra dos compañías de voltigeurs franceses, que trataban de entorpecer el avance español, derrotándolos.
Terminada la guerra contra los franceses, el regimiento de 600 húsares es refundido en los Coraceros de la Reina.